# Grant Colfax Tullar
Grant Colfax Tullar, född 1869, död 1950, kompositör, pastor i Metodistkyrkan, sångledare och musikförläggare från USA.

## Psalmkompositioner
- Dagen stillnar, kvällen nalkas nr 453 i Frälsningsarméns sångbok 1990
- Det är en som har dött i stället för mig nr 127 i Segertoner 1930.
- Kristus är uppstånden, fröjda dig, min själ nr 66 i Hjärtesånger 1895
- Ut på skogens tysta stigar nr 40 i Tempeltoner